# 托尼·皮斯帕宁
托尼·皮斯帕宁（芬蘭語：Toni Piispanen，1976年7月24日—），芬兰男子田径运动员。他曾代表芬兰参加2012年和2020年夏季残疾人奥林匹克运动会田径比赛，获得二枚金牌和一枚银牌。